# Condado de Somerset (Nueva Jersey)
El condado de Somerset (en inglés: Somerset County) fundado en 1688 es un condado en el estado estadounidense de Nueva Jersey. En el 2010 el condado tenía una población de 323 444 habitantes en una densidad poblacional de 409 personas por km². La sede del condado es Somerville.

## Geografía
Según la Oficina del Censo, el condado tiene un área total de 790 km² (305 mi²), de la cual 790 km² (305 mi²) es tierra y 0 km² (0 mi²) (0.12 %) es agua.

### Condados adyacentes
- Condado de Morris (Nueva Jersey) - norte
- Condado de Union (Nueva Jersey) - este
- Condado de Middlesex (Nueva Jersey) - sureste
- Condado de Mercer (Nueva Jersey) - sur
- Condado de Hunterdon (Nueva Jersey) - oeste

## Demografía
En el 2007 la renta per cápita promedia del condado era de $94 036, y el ingreso promedio para una familia era de $109 488. En 2007 los hombres tenían un ingreso per cápita de $60 602 versus $41 824 para las mujeres. El ingreso per cápita para el condado era de $37 970 y el 1.7 % de la población estaba bajo el umbral de pobreza nacional, siendo el más bajo que cualquier otro condado en los Estados Unidos con una población superior a los 250 mil habitantes.

## Localidades

### Boroughs
Bernardsville |
Bound Brook |
Far Hills |
Manville |
Millstone |
North Plainfield |
Peapack-Gladstone |
Raritan |
Rocky Hill |
Somerville |
South Bound Brook |
Watchung

### Municipios
Bedminster |
Bernards |
Branchburg |
Bridgewater |
Franklin |
Green Brook |
Hillsborough |
Montgomery |
Warren

### Lugares designados por el censo
Belle Mead |
Blackwells Mills |
Blawenburg |
Bradley Gardens |
Clyde |
East Franklin |
East Millstone |
East Rocky Hill |
Finderne |
Franklin Center (Nueva Jersey) |
Franklin Park |
Griggstown |
Harlingen |
Kingston |
Martinsville |
Middlebush |
Pleasant Plains |
Six Mile Run |
Skillman |
Somerset |
Ten Mile Run |
Voorhees |
Weston |
Zarephath

### Áreas no incorporadas
Basking Ridge |
Flagtown |
Gladstone |
Lamington |
Liberty Corner |
Lyons |
Neshanic |
Neshanic Station |
North Branch |
Pottersville |
South Branch